# Geranium lambertii
Geranium lambertii är en näveväxtart som beskrevs av Robert Sweet. Geranium lambertii ingår i släktet nävor, och familjen näveväxter. Inga underarter finns listade i Catalogue of Life.